# Йозеф фон Гаммер-Пургшталь
Йозеф фон Гаммер-Пургшталь (нім. Joseph Freiherr von Hammer-Purgstall, (*9 червня 1774, Грац — †23 листопада 1856, Відень) — австрійський історик-орієнталіст, дипломат, дослідник і перекладач східних літератур. Вважається засновником османістики у Австрії.

## Життєпис
Син чиновника, закінчив Імператорську академію східних мов у Відні, в яку вступив у 15-річному віці. Володів грецькою, латинською, французькою, італійською, арабською, перською та турецькою мовами. З 1795 по 1807 — на дипломатичній службі, з 1799 — в Константинополі. У 1800 був військовим перекладачем адмірала Сіднея Сміта у британській операції проти французів в Єгипті. Відвідав Лондон, де вивчив англійську мову, якийсь час працював в Парижі, потім у Молдавії (1806) (в Яссах). Після повернення на батьківщину був радником Віденського двору. У 1835 став спадкоємцем графині Пургшталь й отримав титул барона. Повністю присвятив себе вченим і літературним заняттям.
З 1810 року — один з ініціаторів створення Австрійської академії наук, яку вдалось відкрити лише аж у 1847 році. Був її першим президентом.

## Вшанування пам'яті
Австрійське товариство дослідників сходу (1959) носить ім'я Йозефа фон Гаммер-Пургшталя. До 125-річчя з дня смерті Йозефа австрійська пошта випустила поштову марку з його зображенням.